# 田中圭治郎
田中 圭治郎（たなか　けいじろう、1942年7月18日-　）は、日本の教育学者、佛教大学嘱託教授。

## 来歴
大阪市生まれ。1967年京都大学教育学部卒、1971年同大学院教育学研究科博士課程単位取得退学。1999年「教育における文化的多元主義の研究」で京大博士（教育学）。大谷大学短期大学部講師、助教授、教授、1988年佛教大学教育学部教授、2001年学部長、2013年定年退任、嘱託教授。

## 著書
- 『教育における文化的同化 日系アメリカ人の場合』本邦書籍 1986
- 『多文化教育の世界的潮流』ナカニシヤ出版 1996
- 『教育における文化的多元主義の研究』ナカニシヤ出版 2000

### 共編著
- 『国際化社会の教育』奥川義尚・小島勝・川村覚昭共著 昭和堂 1990
- 『教育実習研究』編著 仏教大学通信教育部 1993
- 『現場の学問・学問の現場』編 世界思想社 2000
- 『何が親と教師を支えるか 日米双方から見た教育再生への提言』和田修二共編 ナカニシヤ出版 2000
- 『総合演習の基礎』編著 ミネルヴァ書房 2004
- 『比較教育学の基礎』編著 ナカニシヤ出版 2004
- 『教育学の基礎』編著 ナカニシヤ出版 2005
- 『新しい教育実習』編著 佛教大学通信教育部 2006
- 『教育学の根本問題』奥川義尚,川村覚昭, 崎野隆,竹熊耕一,村島義彦共著 ミネルヴァ書房 2006
- 『道徳教育の基礎』編著 ナカニシヤ出版 2006

## 論文
- Cinii